# Шауйя
Шауйя (шавийя или шавия), (на арабском «Chaouia или Shawiya», мн. ч. от شاويه; на языке шауйя «Išawiyen»), являются одной из этнических групп берберских народов Алжира. Населяют большую часть востока Алжира, в основном горный регион Орес, говорят на шауйя (ташауит), одном из берберских языков, который сумели сохранить, также широко распространён среди шавийя алжирский диалект арабского языка.

## Распространение
Шавийя населяют горы Ореса, и ближайшие к нему регионы (горы и равнины Белезмы, регион Шоттов и высокие равнины региона Константины) то есть большую часть востока Алжира, и их население 1/3 всех берберов страны.
В большинстве городов и провинций центра и востока Алжира существуют шавийские общины, в том числе в провинциях Батна, Хеншела, Ум-эль-Буахи, Сук-Ахрас, Бискра, Константина, Тебесса, Мсила, Гельма, Сетиф, Бордж-Бу-Арреридж, Аннаба и Мила.

## Образ жизни
Шавийя наряду с земледелием занимаются скотоводством. На юге ещё много полукочевников.
Шавийя мусульмане, но сохранившие некоторые обычаи от язычества, в том числе магические ритуалы, которые практикуют женщины.

## Культура

Карта распространения берберских языков в северо-восточном Алжире

Культурное движение амазиг (КДА) было создано интеллигенцией шавийя и является одним из самых важных объединений берберов в целом, не только для шавийя, но и для других берберских народов. Его создание отразило многообразие берберского движения во всех отраслях Алжира.

### Язык
Шауйский народ говорит на языке шауйя (ташауит) и в отличие от кабилов, знают и берберский, и арабский язык, что связано с историческим развитием региона Орес. Большинство владеет французским, который преподается в школах.
Шауйя является одним из языков зенетской группы берберо-ливийской семьи, он представляет собой тесно связанные берберские диалекты региона Орес и прилегающих к нему районов, включая Батну, Хеншелу, Ум-эль-Буахи, Сук-Ахрас, Тебессу, юг Сетифа и север Бискры.

## Исторические фигуры
Одними из самых выдающихся шавийя настоящего времени являются: президент Ламин Зеруаль (1994 г.), первый министр Али Бенфлис (2000 г.), майор Абделькадер Шабу, Тахар Збири, Генерал-майор Халед Неззар, а также многие другие, занимавшие самые высокие посты в национальной народной армии (ННА).